# Real Marcianise Calcio
Real Marcianise Calcio, włoski klub piłkarski mający swą siedzibę w Marcianise (Kampania). Klub powstał w 1985 roku.

## Barwy Klubowe
Stroje drużyny z Marcianise mają barwy żółto-czerwono-zielone.

## Sezon - Rozgwywki
2005/2006 - Serie C2/C (9. miejsce)

2006/2007 - Serie C2/C